# Стюарт, Поттер
По́ттер Стю́арт (англ. Potter Stewart; 23 января 1915 года — 7 декабря 1985) — американский государственный деятель, судья Апелляционного суда шестого округа США, член Верховного суда США. За время своей деятельности в качестве судьи, внёс большой вклад в реформу уголовного правосудия, защиту гражданских прав и толкование Четвёртой поправки к Конституции США. Был членом множества тайных и масонских организации, в частности организации «Череп и Кости». Стала крылатой его фраза «узнаю, когда вижу», использованная им для описания своего критерия того, что можно считать порнографией при рассмотрении дела Якобеллиса против штата Огайо.

## Биография
Поттер родился 23 января 1915 года в Джэксоне, штат Мичиган. Его отцом был Джеймс Гарфилд Стюарт, занимавший пост мэра Цинциннати, а позже — судьи Верховного суда штата Огайо. После окончания школы Хотчикисс в 1933 году поступил в Йельский университет. Во время обучения стал членом Дельта Капа Эпсилон — одного из старейших студенческих братств Северной Америки и Канады, а также тайного общества «Череп и Кости», занимал должность редактора Йельского юридического журнала.
Во время Второй мировой войны служил в Военно-морском флоте США. Проходил службу на нефтяном танкере. Во время войны в 1943 году женился на Мери Энн Бертлис. Прошёл частную практику в юридической фирме Динсмор и Шоль в Цинциннати. В начале 1950-х годов был избран в городской совет Цинциннати, а в 1954 году стал судьей Апелляционного суда шестого округа США. В 1959 году президент Эйзенхауэр представил кандидатуру Стюарта на должность судьи Верховного суда США.
В 1959 году, когда Стюарт стал членом Верховного суда США, суд был фактически разделён на два противоположных лагеря. Поттер не присоединился ни к одному из них, а решительно занял «нейтральную» позицию, голосуя независимо от мнения других судей.
В июле 1981 года Поттер Стюарт ушёл в отставку в возрасте 66 лет. Главной причиной отставки стало его желание проводить больше времени с внуками. Место Стюарта заняла первая женщина-судья Верховного суда США Сандра Дэй О’Коннор. После отставки участвовал в телепередачах, посвящённых американской конституции.
Умер в 1985 году в результате инсульта в своем доме в Нью-Гэмпшире. Был похоронен на Арлингтонском кладбище.

## Деятельность в качестве судьи

### Толкование поправок к Конституции США
С начала 50-х годов суд вынужден был решать большое количество дел, связанных с Первой поправкой к Конституции США (Шерберт против Южной Каролины, Энджел против Виталь). В отношение этих и подобных дел Поттером часто выражалась собственная позиция в рамках особого мнения. Так, в особом мнении по делу Энджел против Виталь Поттер писал, что «Отрицать желание детей принять участие в вознесении такой молитвы (имелась в виду нейтральная молитва, утверждённая нью-йоркским Советом правления школ для чтения учениками) значит лишить их возможности приобщиться к духовному наследию нации». В 1974 году в своей речи Поттер Стюарт отметил, что основное значение Первой поправки состоит в том, «чтобы создать четвертую систему вне пределов власти как дополнительное средство контроля над тремя официальными ветвями власти».
Касательно Четвёртой поправки (запрещающей произвольные обыски и аресты) до 1967 года защита, установленная ею ограничивалась понятием собственности: лицо не могло быть арестовано в конкретном месте, принадлежащем ему — квартире, доме и прочее. Однако в деле Катц против США Стюарт в своем особом мнении сделал вывод о том, что поправка защищает людей, а не распространяется только на места, относящиеся к их личной собственности или владению: с данной точки зрения установление записывающих устройств на телефонах общественного пользования являлось также нарушением Четвёртой поправки. В результате разрешения данного дела защита и требования, установленные Четвёртой поправкой распространили своё действие за границы частной собственности человека.
В деле Чимел против Калифорнии в своем особом мнении Поттер указал, что арест подозреваемого в его доме не является отдельным основанием для проведения обыска дома — для этого полиция должна получить соответствующий ордер.

### Защита гражданских прав
Поттер Стюарт всегда был сторонником сохранения широкого доступа сторон к разбирательству их гражданских дел в федеральных судах. Эта точка зрения нашла своё выражение в его особых мнениях по делам Клуб Сьерра против Мортона и США против SCRAP.
В качестве судьи Стюарт также активно противодействовал расовой дискриминации. В 1968 году в деле Джонс против компании Альфред Мейер Стюарт распространил действие Акта о гражданских правах 1866 года на отношения купли-продажи, установив незаконный характер отказа от заключения такой сделки по причине расовой нетерпимости одной из сторон. В деле Руньон против МакКрери он также установил незаконность ограничения любой публичной оферты по дискриминационным признакам.

### Дело Якобеллиса против штата Огайо
Наиболее всего широкой общественности Поттер Стюарт известен благодаря своему выражению, связанному с громким делом Якобеллис против Огайо. Дело было основано на иске Нико Якобеллиса, директора Театра высоких искусств в Огайо, в котором обжаловалось решение суда о наложение на него штрафа за публичный показ французского фильма «Любовники», запрещённого для показа в штате Огайо в связи с его порнографическим характером.
Верховному суду в итоге предстояло решить, является ли фильм «Любовники» порнографическим или нет. Суд пришёл к выводу, что таковым фильм не является, а Стюарт, согласный с большинством судей, сформулировал свой критерий порнографии следующим образом:

Я не стану пытаться сейчас точнее определить материал, подпадающий под это краткое описание ["жёсткая порнография"]; возможно, я никогда не сумею дать этому внятное определение. Однако я узнаю, когда вижу, и фильм, рассматриваемый в этом деле ["Любовники"] — не это.
Оригинальный текст (англ.)I shall not today attempt further to define the kinds of material I understand to be embraced within that shorthand description ["hard-core pornography"]; and perhaps I could never succeed in intelligibly doing so. But I know it when I see it, and the motion picture involved in this case is not that.

.
Такая формулировка критерия отличия порнографического от не порнографического получила широкое распространение как в судебной практике, так и в обыденной жизни, став крылатой фразой.